# Kreuzkirche (Dresden)
De Kreuzkirche in Dresden is gelegen aan de Altmarkt. Samen met de Dom van Meißen is de kerk zetel van de bisschop van de Lutherse kerk van Saksen. Met meer dan 3000 zitplaatsen is het de grootste kerk in Saksen.
De kerk bestaat uit een centrale ruimte met twee galerijen. De portalen aan de zijden bestaan uit driekwartzuilen met composiete kapitelen die een driehoekig fronton dragen.
De toren van de kerk is 94 meter hoog. Het is een vereenvoudigde versie in classicistische stijl van de barokke toren van de Hofkirche in Dresden. Het uitkijkplatform op 54 meter hoogte is te bereiken via een trap met 256 treden. De klok kreeg in 1930 een nieuwe wijzerplaat met een diameter van drie meter.
De kerkzaal bestaat uit een vierkant met aansluitend een halfrond koor. De vierkante plattegrond wordt door zes pilaren verdeeld in een ovale hoofdbeuk en twee kleinere zijbeuken. In de zijbeuken zijn twee galerijen boven elkaar gebouwd. In het middenschip staan tegenover elkaar het orgel en het altaar. De door Schmidt ontworpen plattegrond lijkt op die van de Dresdener Annakerk.
Het altaarstuk uit 1900 is gemaakt door Anton Dietrich. Het doorstond het bombardement van Dresden in 1945.
Er zijn ook verschillende grafstenen in de kerk, zoals de grafsteen van Elizabeth von Haugwitz (overleden 1631) door Sebastian Walther. Sinds 1998 bevindt zich in het schip naast de Heinrich-Schütz-kapel de Ecce Homo van het graf van Giovanni Maria Nosseni uit 1616. Diverse bronzen grafplaten uit de 17de eeuw zijn afkomstig uit de kerk van St. Sophia, en zijn aangebracht in de trappenhuizen naar de galerijen.
In de kerk werd in 1963 een orgel van de orgelmaker Jehmlich uit Dresden geïnstalleerd dat het in 1945 verwoeste orgel verving. Het is het grootste kerkorgel in Dresden. De organist van de kerk staat bekend als de Kreuzorganist, die naast de begeleiding van het koor, de vespers en andere diensten ook als taak heeft zelf concerten te geven. Beroemde Kreuzorganisten waren Herbert Collum en Michael Winkler-Christ. De huidige organist is Holger Gehring die in november 2004 Martin Schmeding opvolgde.